# 금곡고등학교 (경기)
금곡고등학교(金谷高等學校)는 대한민국 경기도 남양주시 금곡동에 있는 공립 고등학교이다.

## 학교 연혁
- 1959년 3월 22일 : 금곡상업고등학교를 설립(3학급)
- 1959년 4월 10일 : 금곡상업고등학교 개교
- 1966년 10월 4일 : 금곡 원예 고등학교 학칙 변경
- 1972년 8월 2일 : 금곡 고등학교 학칙 변경(인문계 5학급)
- 1981년 9월 1일 : 금곡종합고등학교(인문 상업계열) 학칙 변경
- 1983년 10월 1일 : 금곡고등학교 유도부 창단
- 1997년 9월 1일 : 금곡고 용마관(유도장 및 기숙사) 준공
- 2004년 3월 1일 : 금곡고등학교(인문 상업계열) 학칙 변경
- 2004년 12월 16일 : 금곡고 용마학사(다목적 학습관 및 기숙사) 준공
- 2023년 3월 2일 : 입학생 322명 입학 (보통과 4, 회계금융과 2, 글로벌경영과 1, 제과제빵과 1, 컴퓨터소프트웨어과 2, e-비즈니스과 2)
- 2023년 9월 1일 : 제20대 김연성 교장 취임
- 2024년 1월 5일 : 졸업생 244명 졸업, 누계 졸업생 18,644명

## 설치 학과
- 제과제빵과
- 7차일반
- e-비즈니스과
- 회계금융과
- 글로벌경영과
- 컴퓨터소프트웨어과

## 참고 자료
- 금곡고등학교 - 한국교육학술정보원 학교알리미